# 魔術數字 (程式設計)
在程式設計中，魔術數字（magic number）可能指：
- 缺乏解釋或命名的獨特數值。常常在程序中出现多次，并且可以（从规范上而言也应当）被有名字的常量取代。
- 用于辨識一個檔案格式或協定类型的一段常量或字符串，例如UNIX的特徵簽章。
- 不易于其他值混淆的值，例如UUID。

## 未命名的具体数值
魔術數字可以是指寫死在程式碼裡的具體數值（如「10」「123」等以數字直接寫出的值）。例如，在下面这个计算含税价格的程序片段中，1.05即是一个典型的魔术数字：
```
price_tax = 1.05 * price
```

雖然程式作者寫的時候自己能了解數值的意義，但對其他程式員而言，甚至製作者本人經過一段時間後，會難以了解這個數值的用途，只能苦笑諷刺「這個數值的意義雖然不懂，不過至少程式能夠執行，真是個魔術般的數字」而得名（起源参考平方根倒数速算法）。
魔术数字带来的常见的负面影响包括：
- 數值的意義難以了解，影响可读性。
- 數值需要變動時，可能要改不只一個地方。
- 当魔术数字是浮点数时，若在不同地方使用精度不同的数值，可能产生难以溯源的误差问题。例如在程序中某处圆周率使用3.14159，另一处又使用3.1415926。

因此，一般认为应该用一个带有有意义名称的常量取代魔术数字，例如上述的例子可以改为：
```
TAX = 0.05
price_tax = (1.0 + TAX) * price
```

在计算机中以数字表示的其他信息也可能成为魔术数字，例如以十六进制数字表示的RGB格式的颜色：
```
setColor("text", 0xffffff)
```

当读到这段代码时，很难第一时间就看懂0xffffff代表白色。如果使用名称清晰的常量，则可以使程序更清晰：
```
WHITE = 0xffffff
setColor("text", WHITE)
```

魔术数字也可以指其他非数字的值，例如字符，字符串等等。
但是，并非所有未命名的具体数值都是魔术数字。一般而言，只要数字能让人一眼明白其含义，并且基本没有需要改变的可能，就不会被认为是魔术数字。常见的例子包括：
- 循环的初始值和步进值，如for (int i = 0; i < max; i += 1)中的0和1。
- 数学公式中的简单常数，例如一元二次方程判别式公式d = b * b - 4 * a * c中的4。

## 在文件中
魔术数字也会在文件中使用。在特定文件格式中加入固定数值和固定字符串，然后便可以通过检查文件是否包含这些数据来快速地识别文件格式。
例如：GIF文件开头会包含GIF89a（47 49 46 38 39 61）或GIF87a（47 49 46 38 37 61）这两种字符串。